# 台鐵EMU1200型電聯車
台鐵EMU1200型電聯車是一款屬於臺灣鐵路公司（原臺灣鐵路管理局，略稱臺鐵或臺鐵局）的交流電用中長途用電聯車，由EMU200型電聯車改造而來。

## 概要

### 前身
臺灣從1978年開始在西部幹線鐵路電氣化後所行駛的車種「自強號」，最初由EMU100型電聯車所行駛。到了1980年代中期，由EMU100型所行駛的自強號經常一票難求，臺鐵為了提升客運運量上的需求，並解決EMU100型運量上的不足，並且輔助輸運旅客，於是以1984年及1985年的年度預算，向南非聯邦鐵路客貨車公司訂購了11組一共33輛的EMU200型電聯車。

### 改造
到了2000年，推拉式自強號引進之後，臺鐵對於EMU200型電聯車內裝設備老舊以及各種缺失，而在2001年開始進行招標，之後由台灣車輛得標後，從2002年開始至2004年將剩下來的30輛EMU200型電聯車全面進行改造與更新，改造時首次採用九輛為一個編組，而臺鐵避免編號上造成混亂，因此臺鐵將這一批改造後的EMU200型電聯車更改形式為EMU1200型，並將原有的形式與車號在重新編碼後消滅。而到了2002年底，第一批EMU1200型電聯車便已開始陸續出廠，並在2003年開始進行一連串的測試之後，並且分批開始營運，一直到了2004年時已全數30輛繼續在縱貫線上服務。

### 退役
2022年3月28日，僅剩的167與168車次將在隔日由EMU3000服務，發出最終運行列車後功成身退。

## 外觀及車體設計

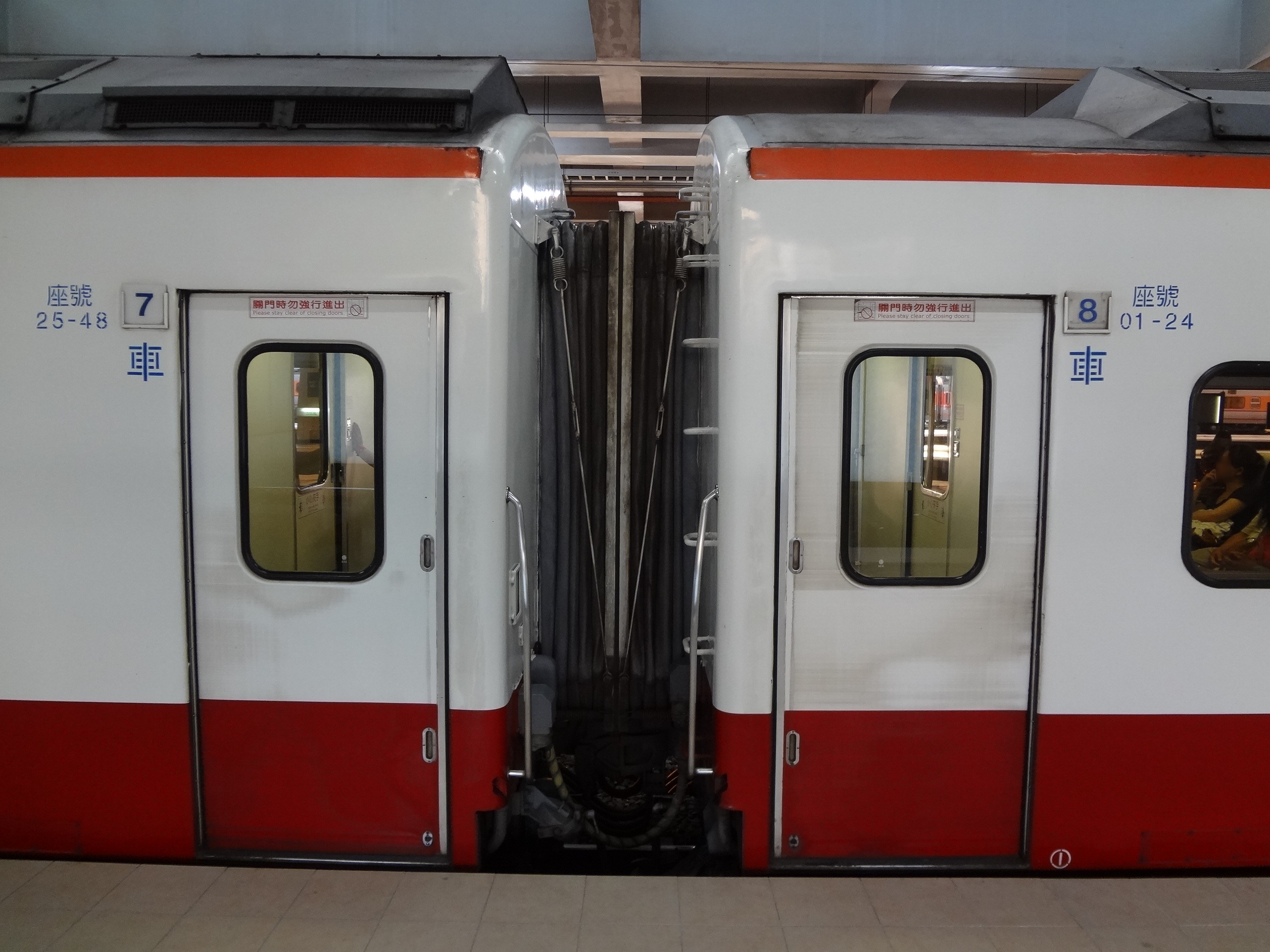
EMU1200型的車門與車間走道

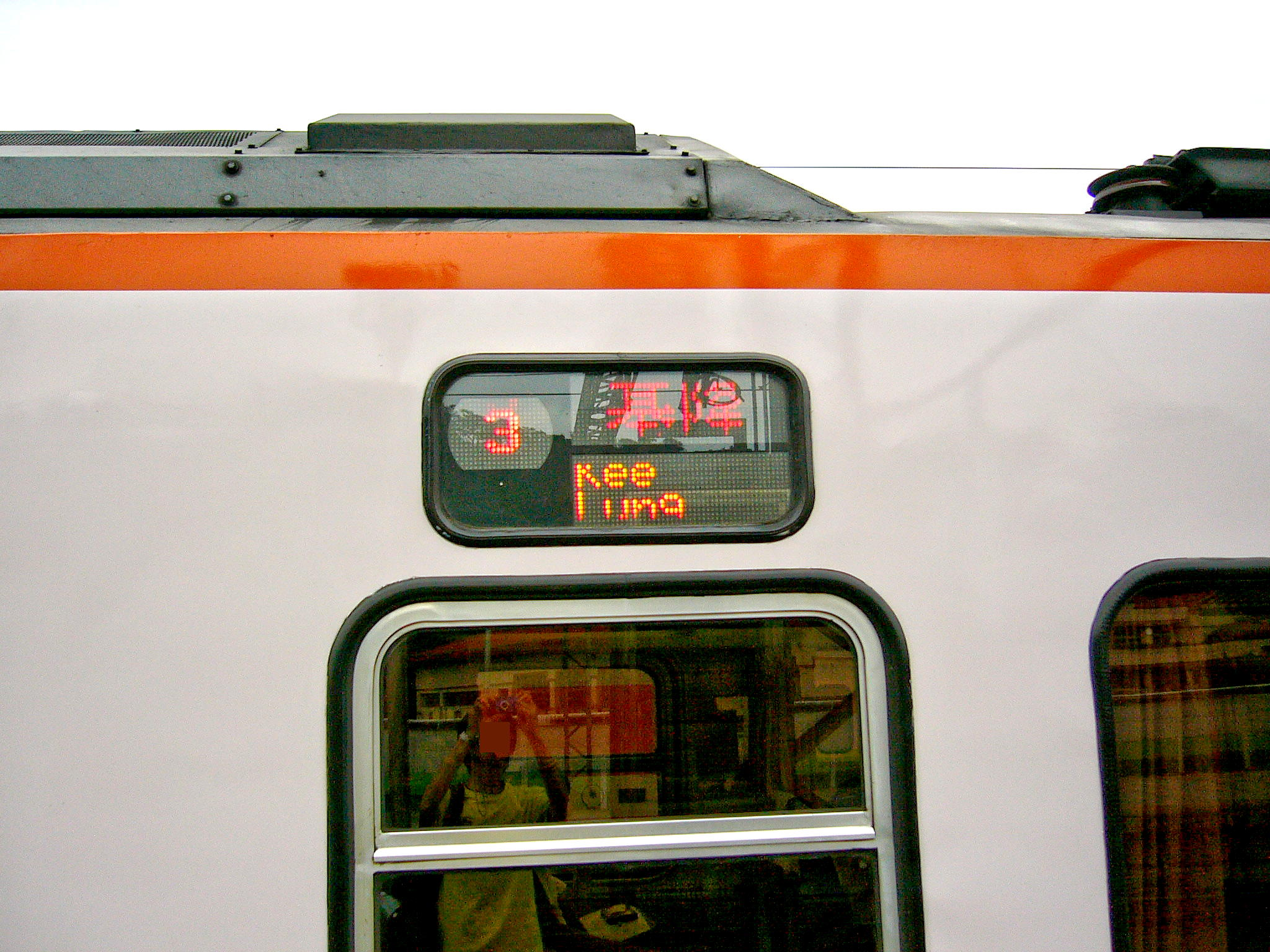
LED方向幕

EMU1200型在改造時將駕駛室大規模的變更，將原有車頭尾端的貫通門風擋以及駕駛窗上方的車頭終點顯示器（Destination Sign，簡稱DD）移除，並且將駕駛座正面的駕駛車窗改為兩片式大窗，以及將原本的車門由手動式摺疊門改為滑軌式自動門，並且將EMC200型與EM200型駕駛動力車的安全門改為車門，因此原本座位數量由48位減少至36位，另外也將部分駕駛動力車的駕駛設備及車長室移除改為車門。以及將車側終點顯示器（Destination Indicator，簡稱DI）更換為LED顯示幕，位置並從車門上方移至車窗上方。

### 塗裝與暱稱
EMU1200型外觀塗裝不同於過去在自強號電聯車使用的米黃色、米色與褐色等三種顏色組合而成的啞鈴式塗裝，而採用以白色為底，下緣塗裝為紅色，而在駕駛馬達車正面，則為橫式的橘色線與白色線交互穿插，以及在車身左側塗上臺鐵的英文簡寫「TRA」；因此EMU1200型被鐵道迷稱為「紅斑馬」，外觀也類似日本特急電車。

## 規格與構造

### 集電弓及高壓設備
EMU1200型的集電弓採用英國Brecknell Willis所製的單臂式集電弓，集電弓設置於EP1200型無動力拖車上上。列車所需用電經集電弓導入後，通過真空斷路器再經高壓穿套導入EP車下的主變壓器的一次側，經降壓後二次側交流電在傳遞到EMC或EM車的牽引整流器進行整流後供牽引馬達用電。

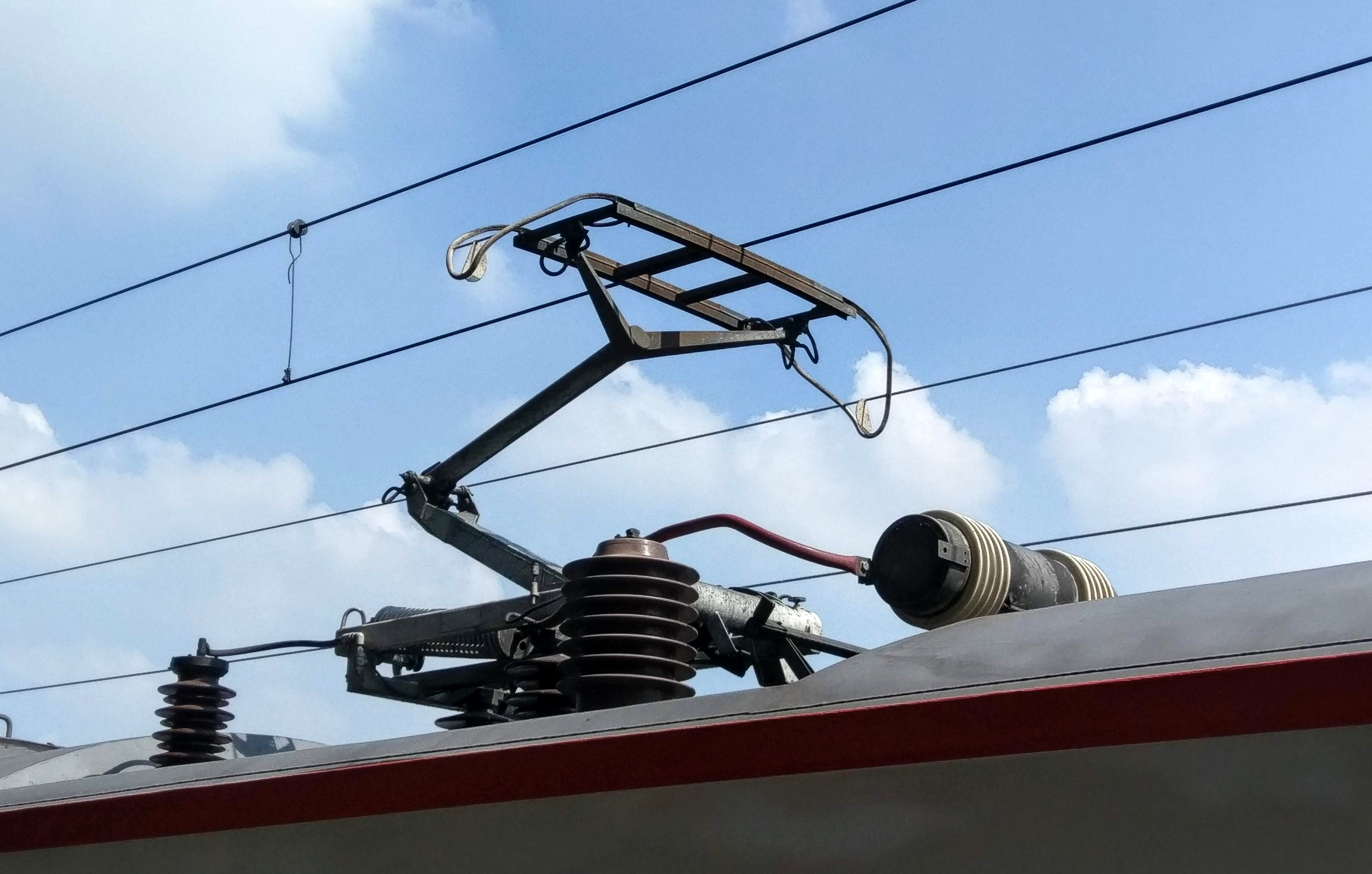
裝於EP1200型電源拖車上的集電弓

### 牽引馬達及控制裝置
EMU1200型的機電系統及牽引馬達均沿用自原本EMU200型所使用的英國通用電氣公司（GEC）製造之設備，動力控制裝置使用斬波器（Chopper），主要變換裝置採用閘流體全相位控制電子卡設備。在電門操作上本型車亦具速度自動控制之功能，但為了避免維修困擾，引進不久後即變更為牽引力控制至今。EMU1200型裝用直流馬達，每輛動力車均設有4具牽引馬達，列車的牽引功率為2000kW（相當於2680hp），EMU1200型由0至50km/hr之平均加速率可達1.88km/hr/s，驅動裝置採用吊掛式傳動由於EMU1200型沿用原有EMU200型的機電系統並未隨著車輛更新有所改造的緣故，加上列車編組亦須遵守原先EMU200型3輛一組的模式，遇到車輛故障時也無法靈活替換編組檢修，且有時候因為動力車馬達故障而導致牽引力不足的情況，偶而需要加掛輔助機車來行駛。另外，EMU1200型行經中性區間時，有些微機率發生客室內所有電源供應突然中斷（照明燈熄滅、旅客資訊顯示器無顯示、通道門無法自動感應開啟等）之情形。

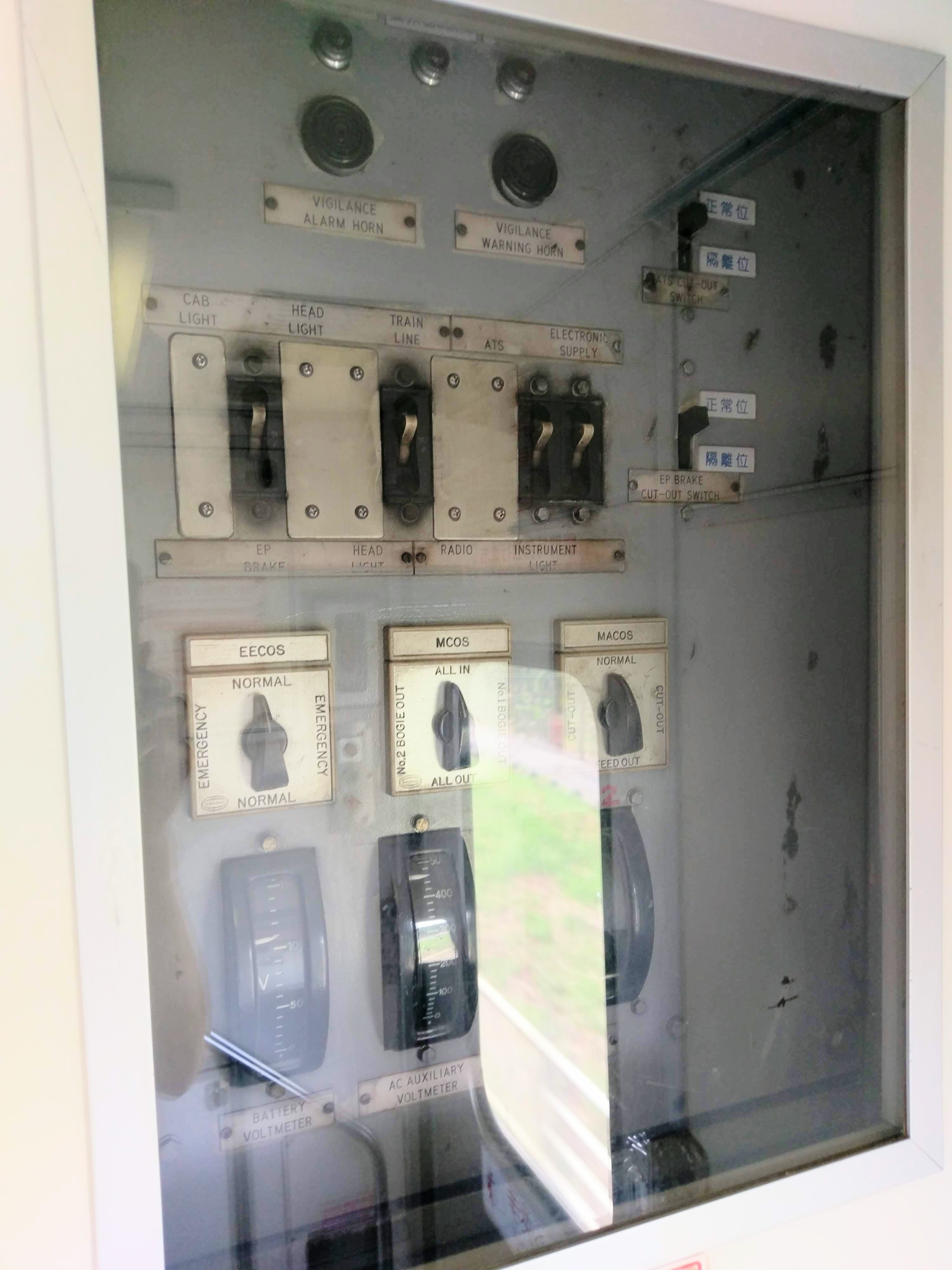
設置於馬達車上的設備控制開關配電盤

### 供電系統
車內的冷氣及照明電源由EMC及EM車下的馬達交流發電機組〈MA-set〉供應。馬達交流發電機組由主變壓器輸出的電源帶動，其發出的電力除供應冷氣照明外，車輛控制系統、電瓶及部分設施也可由110V及24V充電器供應。

### 散熱系統
EMU1200型的機電系統及交流馬達發電機組散熱方式為使用鼓風機進行強制風冷散熱，啟動牽引馬達後隨之啟動鼓風機，並於電門關閉時停止運轉，解決EMU100型機電系統採用自然通風冷卻造成散熱不良過熱的問題；鼓風機進氣口及風扇則設於車端部車頂上。至於主變壓器散熱方式為油浴強制風冷式，原理為使用散熱油來進行主變壓器本體降溫，流經變壓器的高溫散熱油利用油泵送入涼油器由鼓風機進行風冷降溫，冷卻後再送入變壓器，完成散熱循環。

### 轉向架與軔機系統
EMU1200型的轉向架沿用原本EMU200型南非Dorbyl Transport Products公司製造的空氣彈簧轉向架未更換及更新，第一層懸吊使用軸彈簧採用V字型橡皮彈簧，第二層懸吊使用空氣彈簧，而為了防止車輛產生蛇行而裝設了車廂減擺器。軔機系統則為西屋氣軔公司（Westinghouse Brakes Ltd.）所製造，本型車採用西屋西碼式電控軔機，與EMU100型相同，並裝有一套自動軔機作為備援，以及三動閥因應機車牽引迴送所需。在基礎軔機設計上，本型車採用單元式軔缸，並使用合成閘瓦，以及手軔機設備；由於本型車設計具備有速度自動控制功能，因此設有電軔設備，若實際車速高於電門把手設定之速度，控制系統將會讓馬達產生反電動勢進行減速，將動能轉換成電能再傳遞至車頂電阻器變換成熱能自然散失，不過引進後不久因維修及時常發生故障問題，電軔系統隨自動速度控制全面停用，使的EMU1200型減速時完全使用空氣機械摩擦軔機。

### 保全裝置
EMU1200型的改造後初期繼續沿用自EMU200型原有的自動列車警報裝置（AWS）以及自動列車停止裝置（ATS-SN以及ATS-P），台鐵在2006年時引進相當於歐洲鐵路交通管理系統等級一規範，簡稱ERTMS是歐洲鐵路的保安裝置，其中包含了歐洲列車控制系統（ETCS）。的列車自動保護系統（ATP），以及加入行車無線電話，並將原有的自動列車警報裝置移除。

## 客室設備

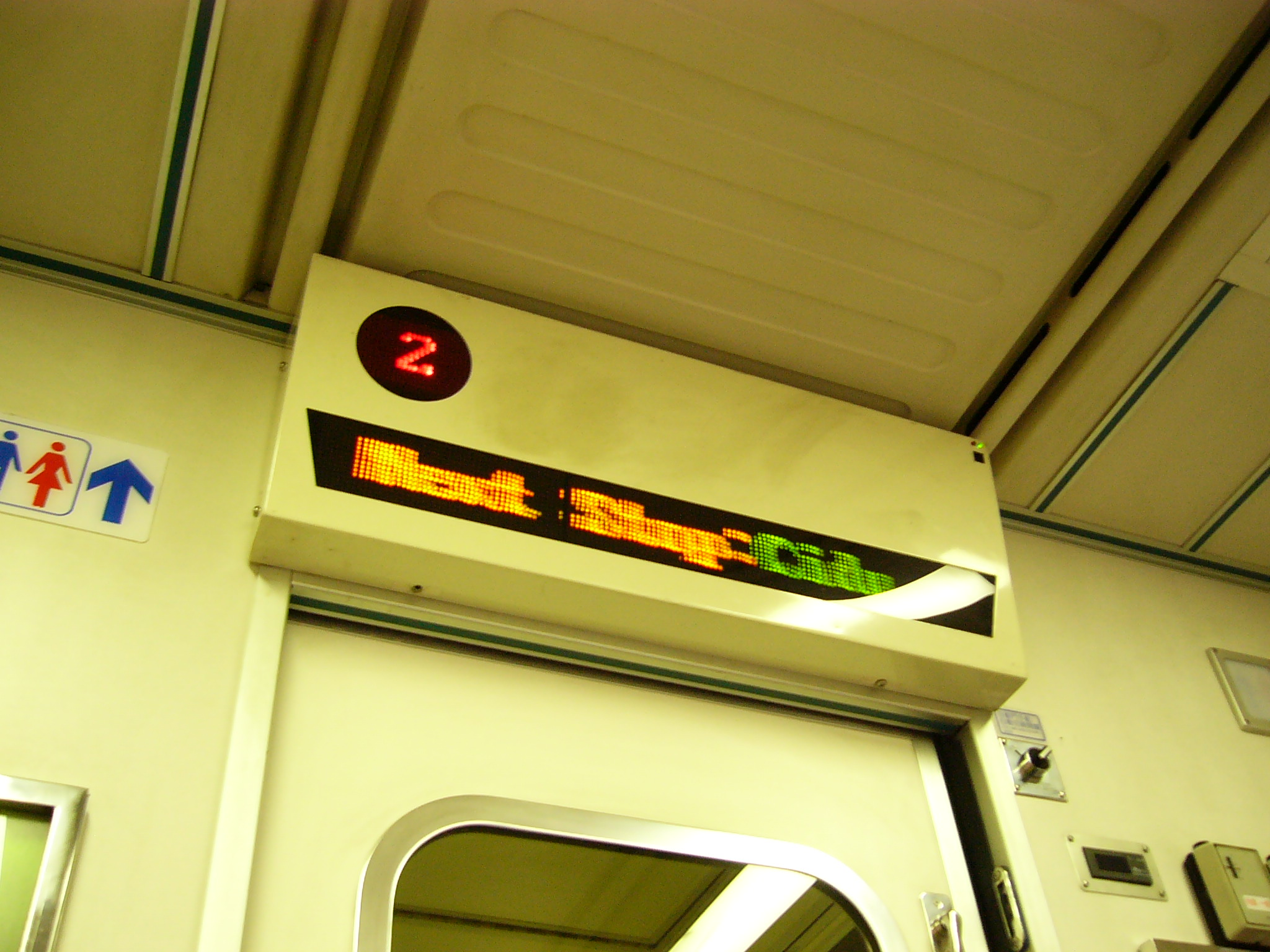
LED到站顯示幕

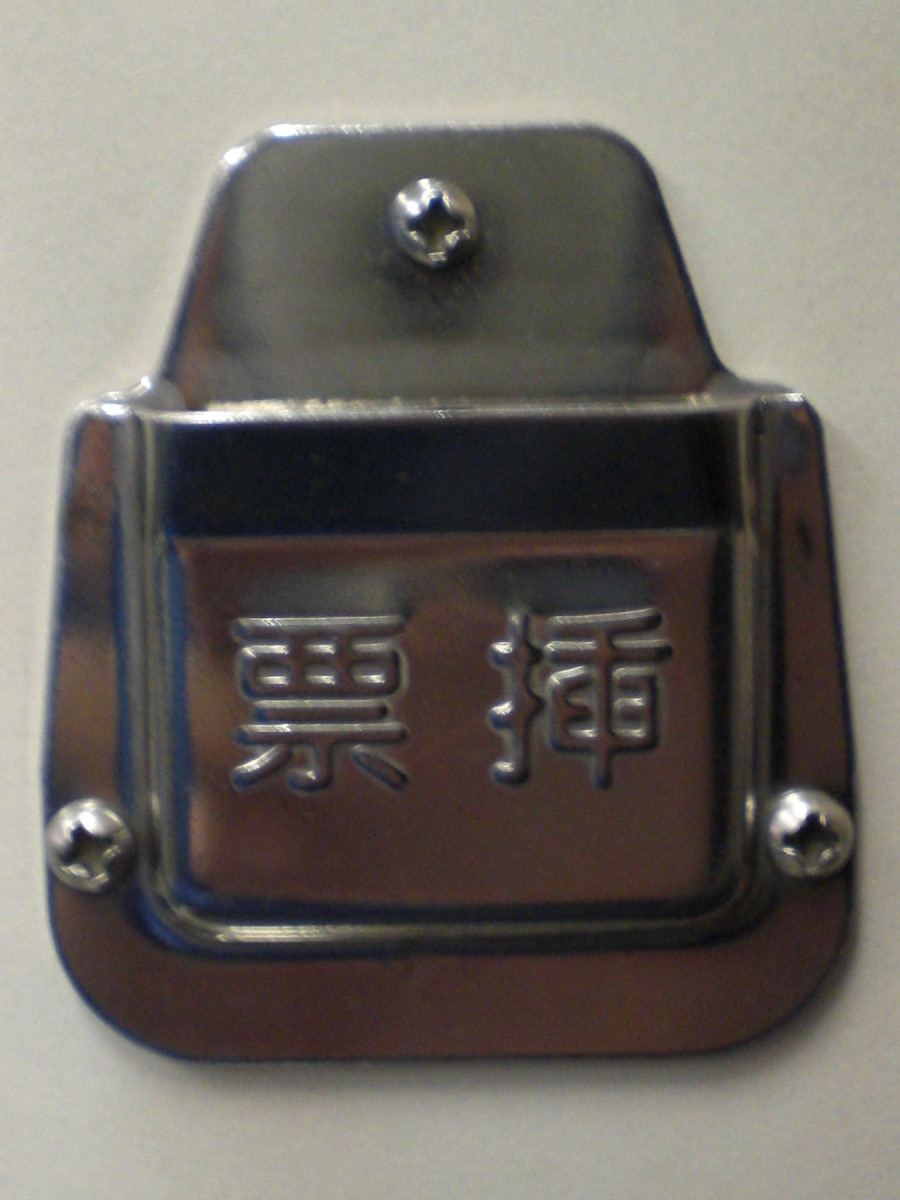
座位前的票插

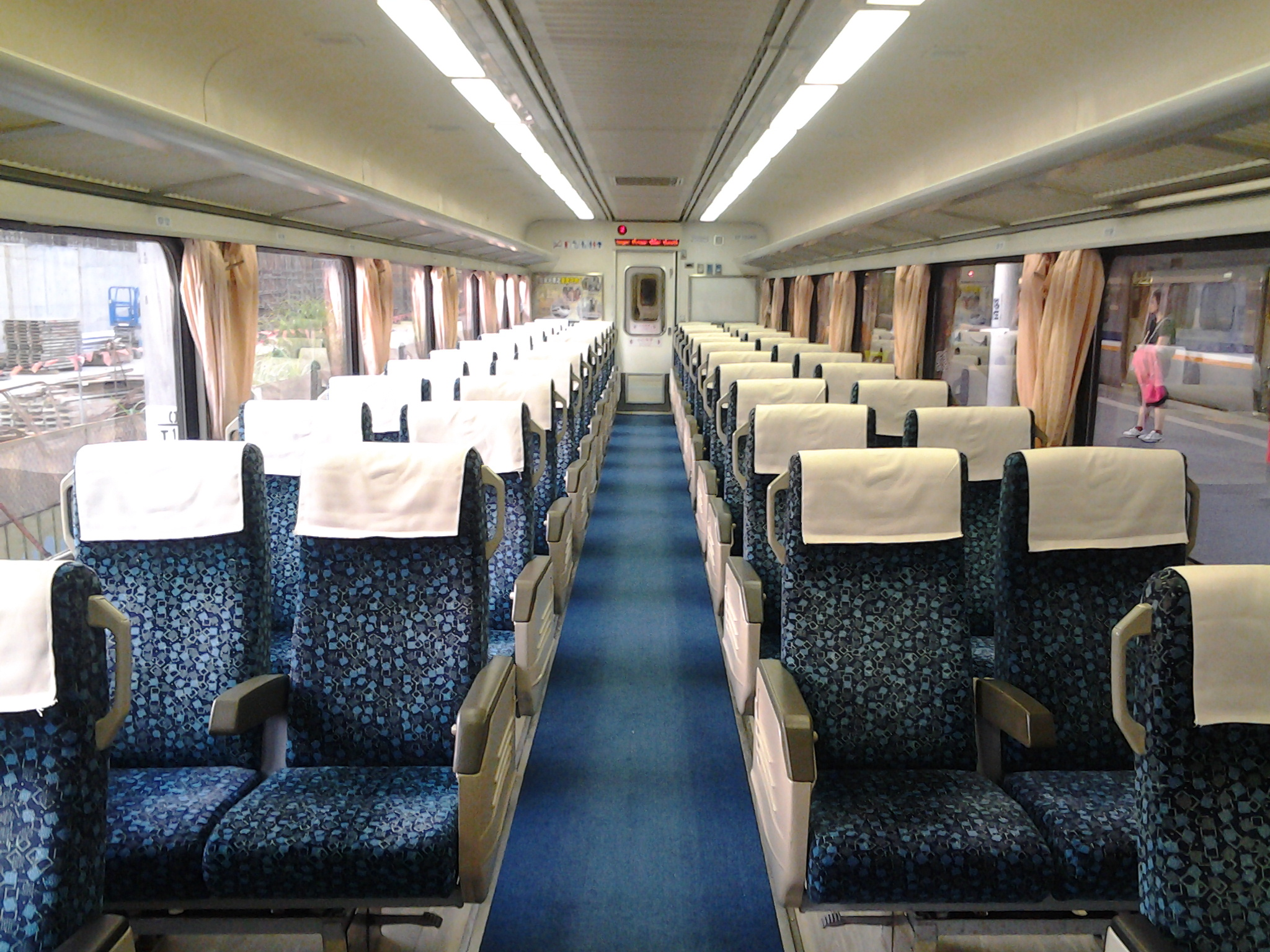
EMU1200型電聯車內裝

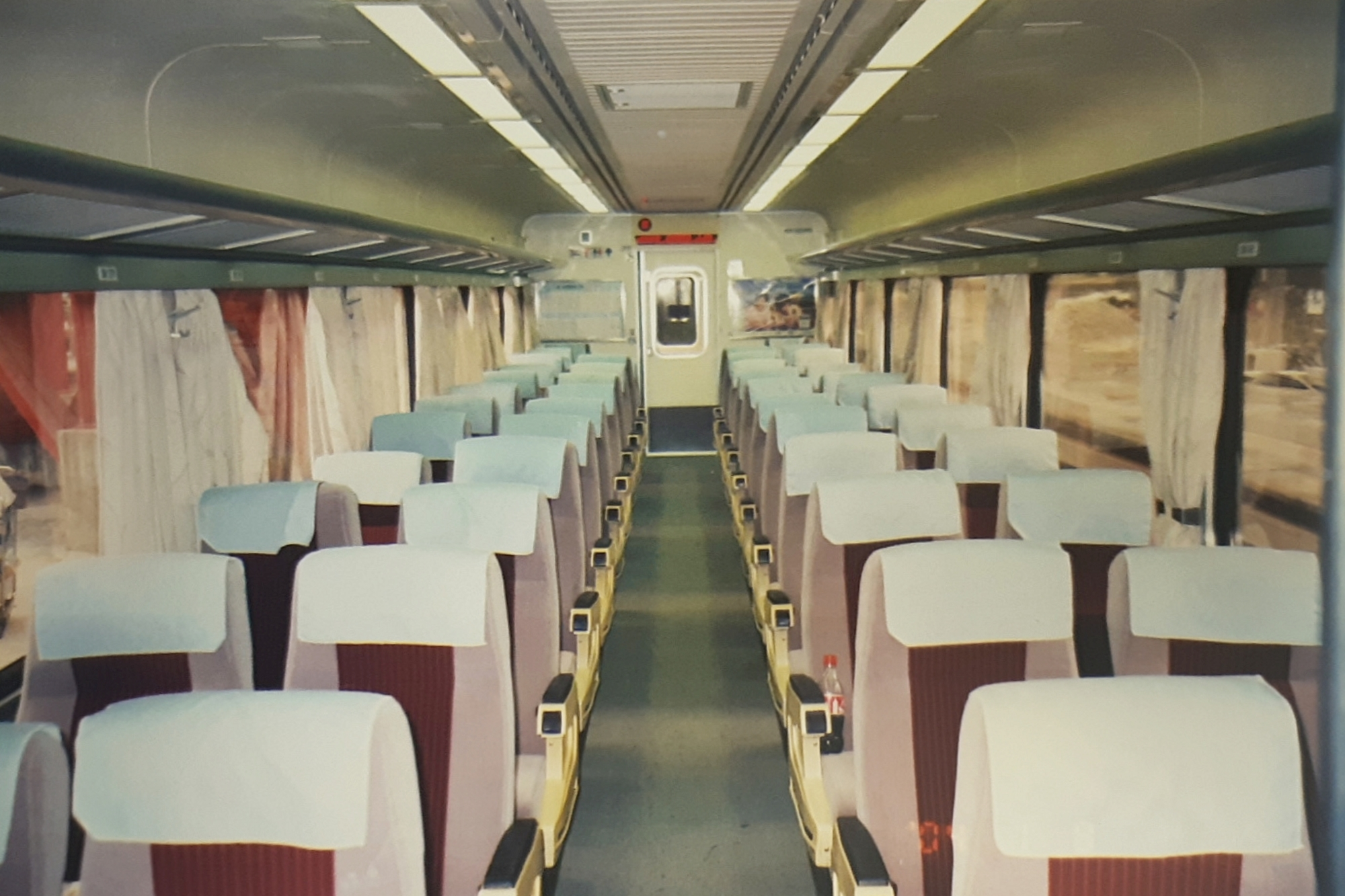
EMU1200型甫改造完成時的內裝

EMU1200型客室在改造時與台鐵10500系鋼體客車類似的設計，列車的座椅改用與推拉式自強號40PPT2000型車廂類似的新式的坐臥兩用椅，而在部分車廂使用原有EMU200型時期的座椅。而列車空調系統的送風通道、照明以及天花板全面更換，並將行李架改為不鏽鋼製，以及將原有的列車通道門改善，由原本的紅外線感應式變更為觸摸式開關，且在通道門上方加入了LED旅客到站資訊看板（簡稱SI），可顯示到站之站名及各項資訊，此外EMU1200型為台鐵所有車輛中唯一車內還設有「壁毯」的車型，其開關門的警告聲和無階化前的10500系客車的開關門警告聲類似，以及將原有的貫通門的風擋更新，並且於2、8車設置了育嬰室，為台鐵第一款設置育嬰室的電聯車。
此外到站播音系統採用預錄廣播，主機位於駕駛室，到站前司機會按下廣播按鈕，也因此操作上較為麻煩。

## 編組方式
EMU1200型從原本在EMU200型的3輛1組，改為9輛1組，一共有4個列車編組，其中3組為固定9輛車的一般編組，拖動比為6M3T。而另外1組為3輛1編組的備用車輛，遇到其他車輛維修故障時可以分別摘換更替行駛。EMU1200型列車從高雄到台北方向開始連結，分別是駕駛附車長室馬達車EMC1200型、電源動力車EP1200型以及馬達車EM1200型。

### 形式說明與編組方式
EMU1200型一共有4個列車編組，其中3組為固定9輛車的一般編組，而另外1組為3輛為一編組的備用車輛。
EMC1200型
駕駛馬達車，由EMC200型與EM200型駕駛馬達車改造而來，並設有車長室，車頂上則設有電阻器。由於將原有安全門改為車門的緣故，座位數量減少至36位，共8輛。
EP1200型
電源拖車，由EP200型電源拖車改造而來，車頂上設置集電弓，車底下設有變壓器。與前身EP200型相同，除了車門之外沒有太大的變動。而依照車廂的不同分別設有機務員室或育嬰室，共10輛。
EM1200型
馬達車，由EMC200型與EM200型駕駛馬達車改造而來，沒有設置駕駛室的馬達車，車頂上設有電阻器。移除駕駛室改為車門，並將原本的安全門封住，共12輛。
|                      | EMU1200 ←（逆行）方向（順行）方向→ |              |              |              |              |              |              |              |              |              |
| 9輛編組 （一般編組） | 車廂編號                           | 1            | 2            | 3            | 4            | 5            | 6            | 7            | 8            | 9            |
| 9輛編組 （一般編組） | 集電弓                             |              | ＞           |              |              | ＞           |              |              | ＞           |              |
| 9輛編組 （一般編組） | 形式                               | EMC1200 (Mc) | EP1200 (T)   | EM1200 (M)   | EM1200 (M)   | EP1200 (T)   | EM1200 (M)   | EM1200 (M)   | EP1200 (T)   | EMC1200 (Mc) |
| 9輛編組 （一般編組） | 其他設備                           | WC,長        | B            | WC           | WC           | M            | WC           | WC           | B或M         | WC,長        |
| 9輛編組 （一般編組） | 安裝機器                           | CONT、MA-set | VCB、Mtr、CP | CONT、MA-set | CONT、MA-set | VCB、Mtr、CP | CONT、MA-set | CONT、MA-set | VCB、Mtr、CP | CONT、MA-set |
| 9輛編組 （一般編組） | 座位數                             | 38位         | 46位         | 48位         | 48位         | 46位         | 48位         | 48位         | 46位         | 38位         |
| 3輛編組 （備用編組） |                                    |              |              |              |              |              |              |              |              |              |
| 集電弓               |                                    | ＞           |              |              |              |              |              |              |              |              |
| 形式                 | EMC1200 (Mc)                       | EP1200 (T)   | EMC1200 (Mc) |              |              |              |              |              |              |              |
| 其他設備             | WC,長                              | B            | WC,長        |              |              |              |              |              |              |              |
| 安裝機器             | CONT、MA-set                       | VCB、Mtr、CP | CONT、MA-set |              |              |              |              |              |              |              |
| 座位數               | 38位                               | 48位         | 38位         |              |              |              |              |              |              |              |

範例
- CONT：主控制裝置（電阻器）
- MA-set：馬達交流發電機組
- VCB：真空斷路器
- Mtr：主變壓器
- CP：空氣壓縮機（主風泵）
- WC：廁所
- 長：車長室
- M：機務員室
- B：哺集乳室

參考資料：

## 運用方式

### 保存車輛
55EMC1207、55EMC1208
2022年10月3日迴送至潮州機廠，2024年初回送大湖煜翔機械進行整修；並已於2025年3月4日與3月11日分別附掛於7215次貨列回送潮州基地，預計作為潮州鐵道園區文創車廂。
55EMC1202
2023年12月13日EMC1202號由陸運方式迴送苗栗火車頭園區作靜態保存。
55EMC1203
國家鐵道博物館館藏車輛。

## 圖片集

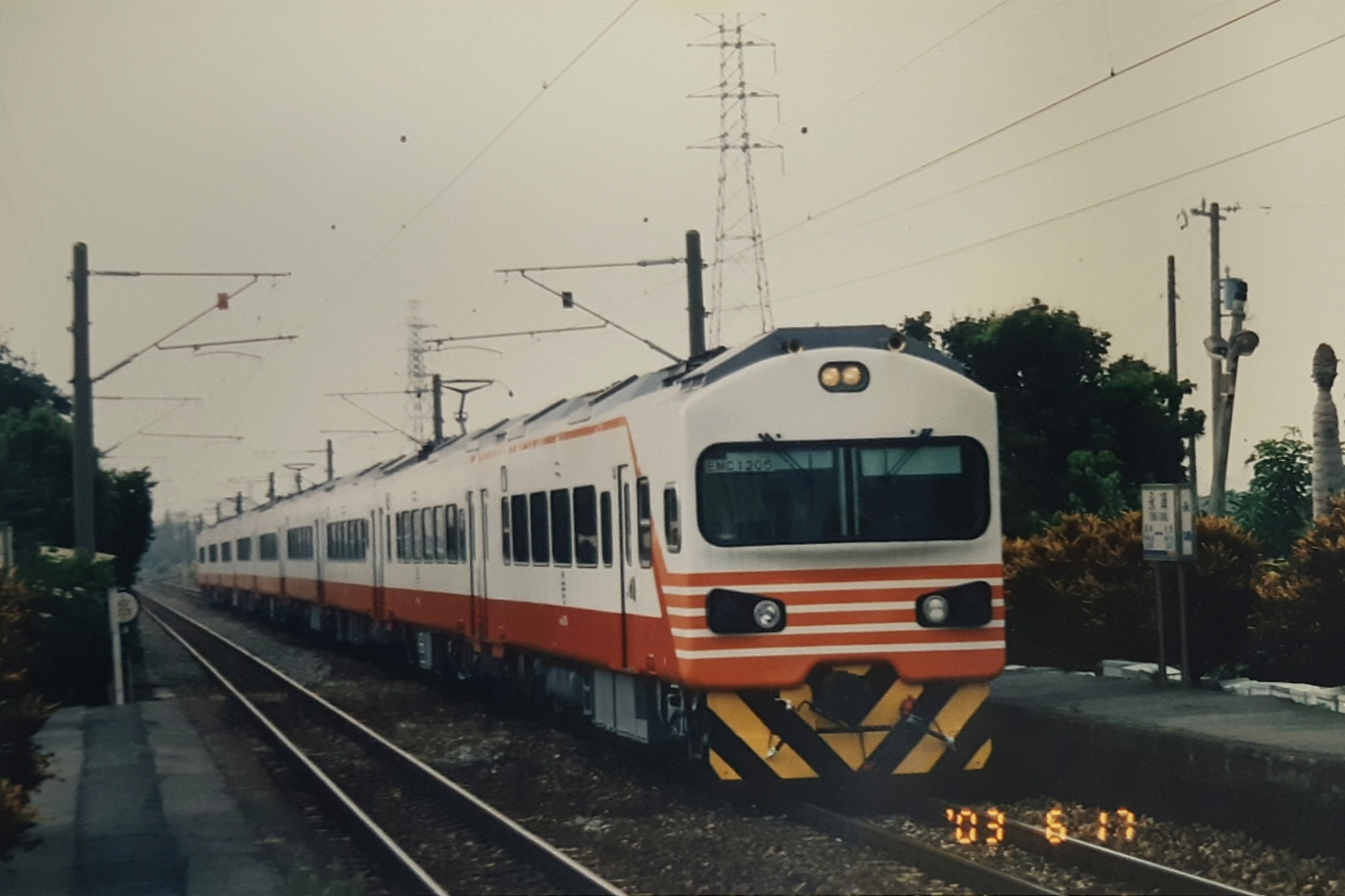
鮮少上線營運的EMU1200型備用編組EMC1205+EMC1206
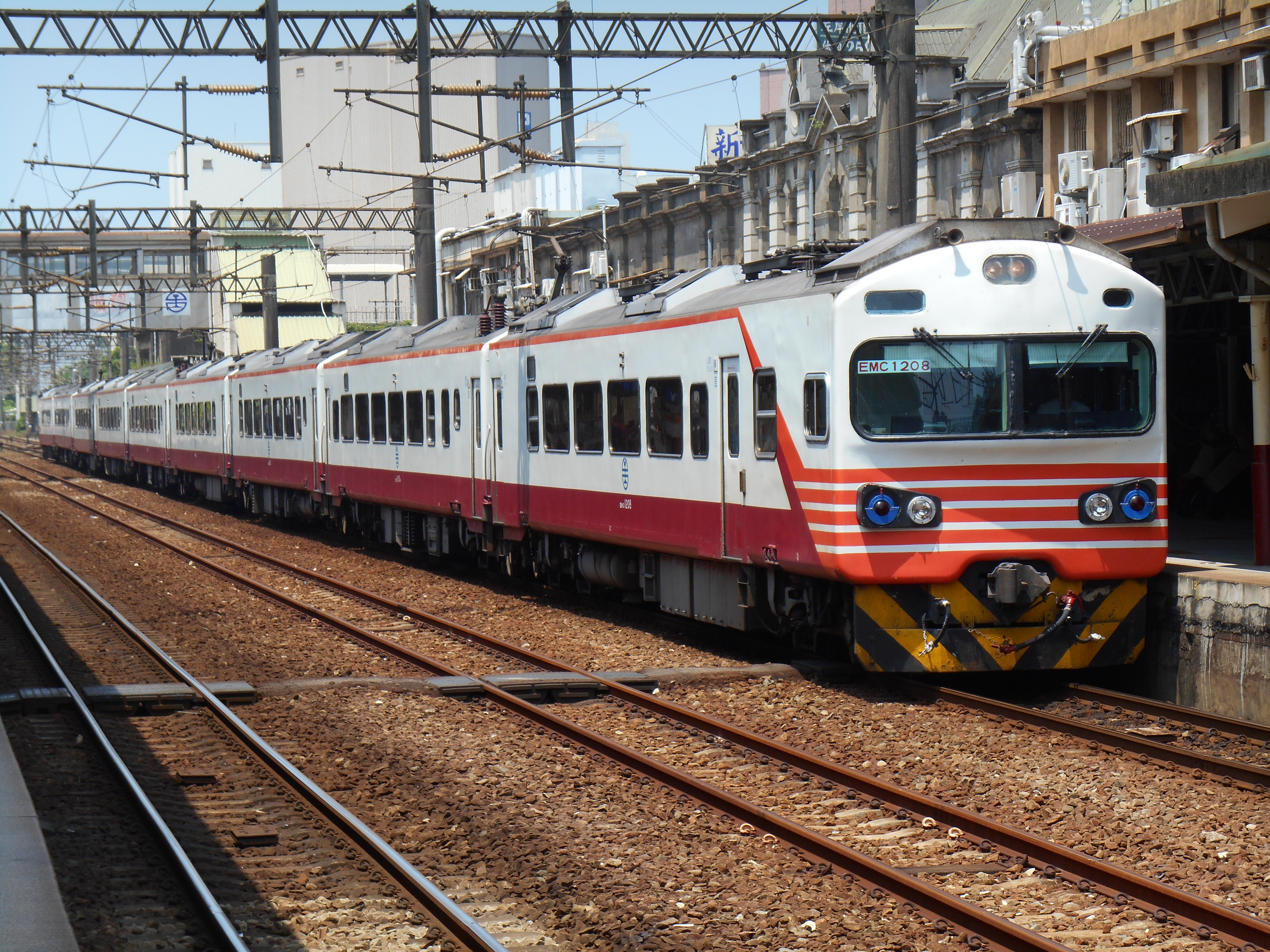
現役時的EMC1207+EMC1208編組
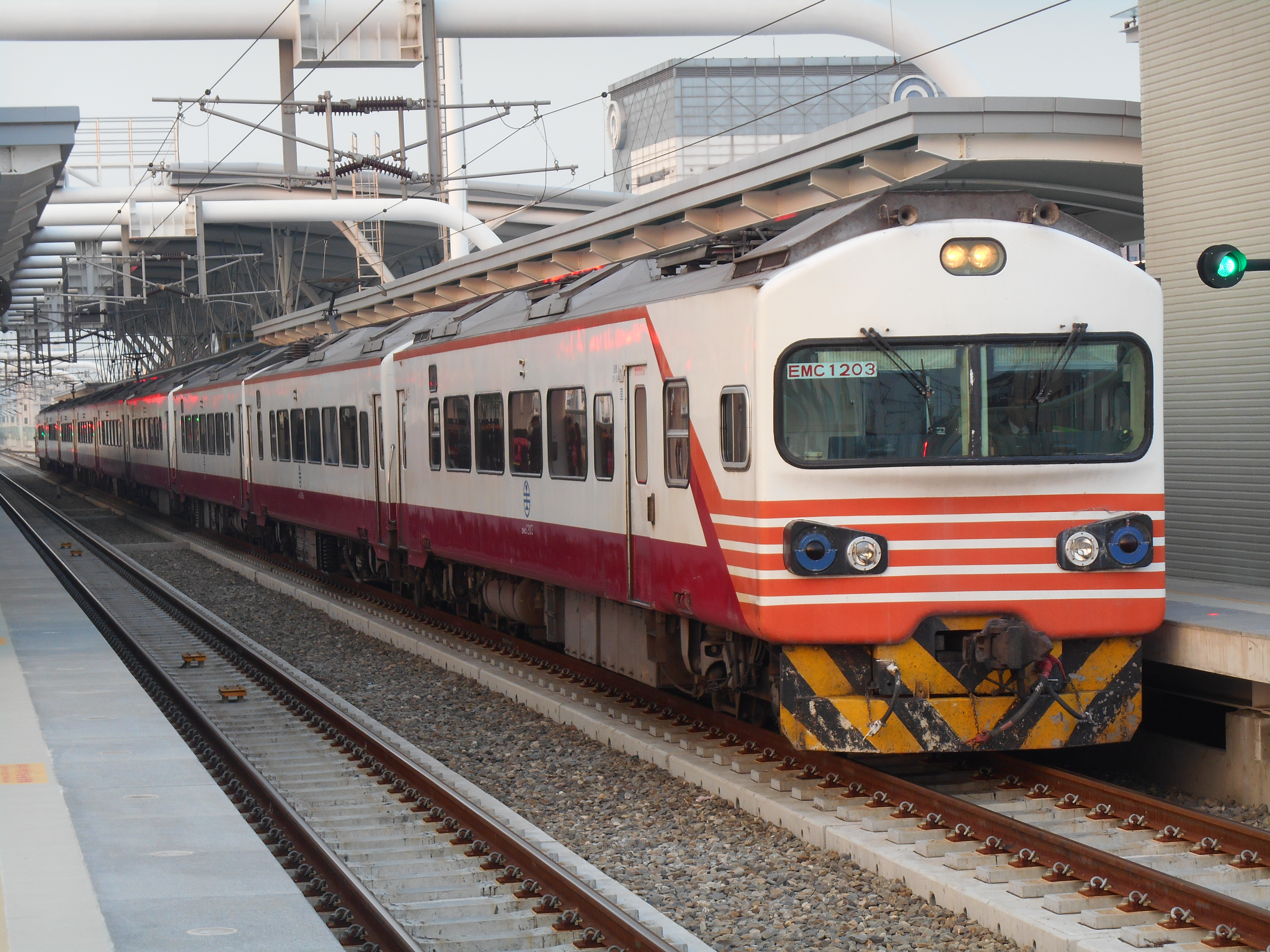
現役時的EMC1203+EMC1204編組
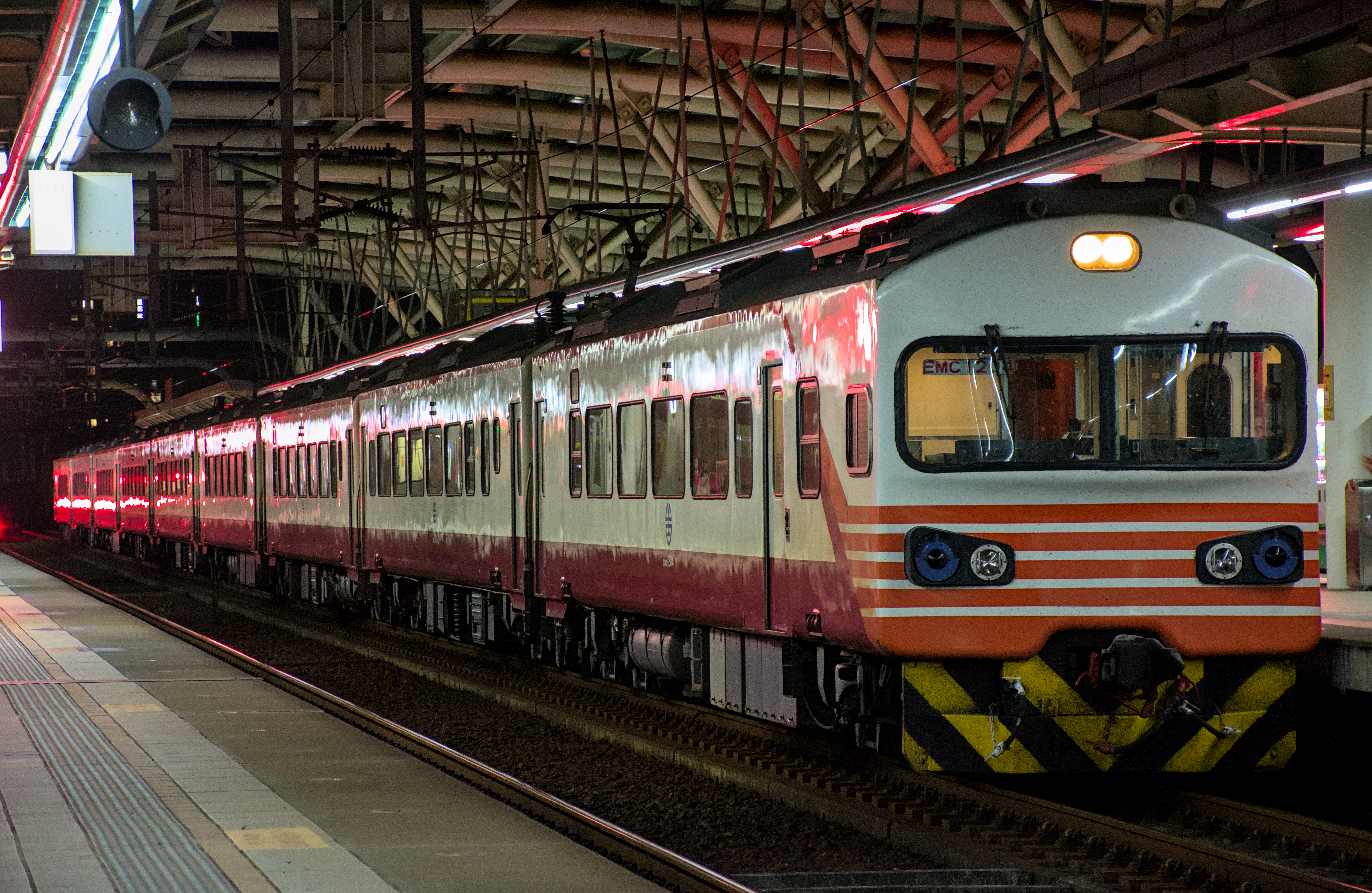
現役時的EMC1203+EMC1204編組，2022年3月11日。
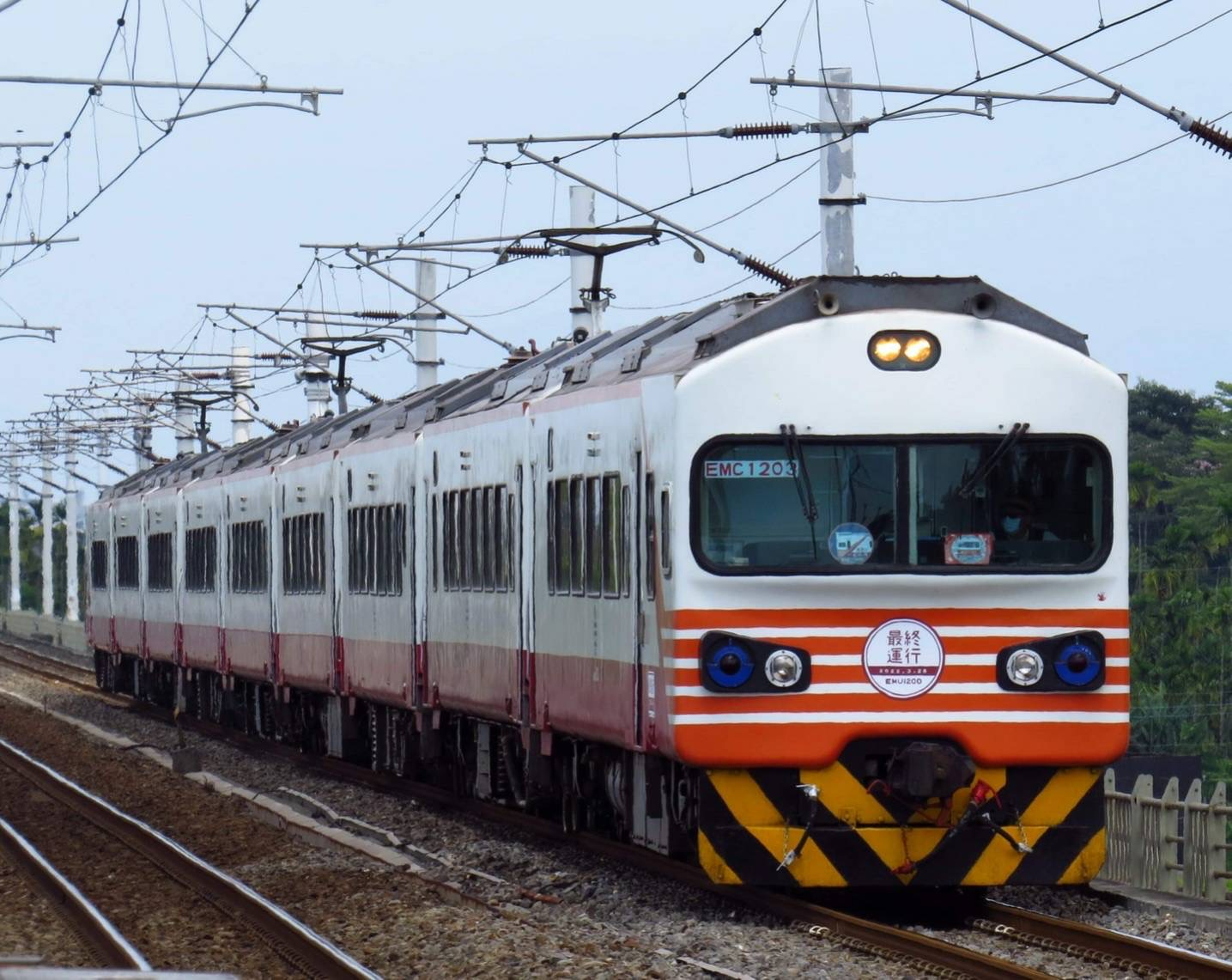
EMU1200最終運行的EMC1203+EMC1204編組
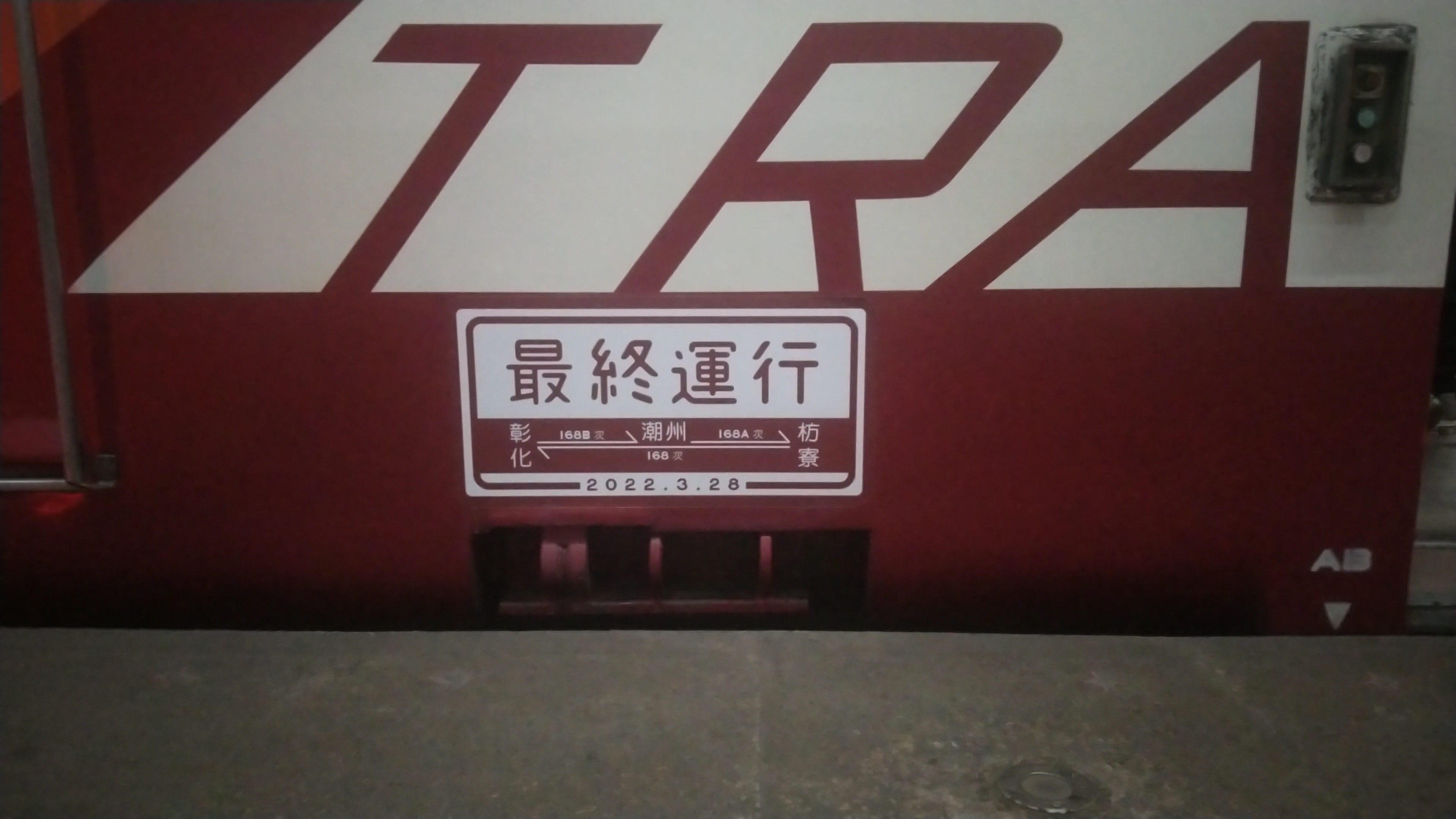
EMU1200最終運行車外貼紙

## 備註
1. ↑  英國通用電氣公司（英語：General Electric Company plc）是英國一家以交通運輸、家用電器以及防衛性武器為主的大型公司，交通運輸被法國阿爾斯通公司併購後成立通用電氣阿爾斯通（GEC ALSTHOM）後在1999年停業。
2. ↑  歐洲鐵路交通管理系統（英語：European Rail Traffic Management System
3. ↑   註:

## 外部連結
- （繁體中文）台灣車輛（页面存档备份，存于）
- （繁體中文）台鐵EMU1200型電聯車座位配置圖 （页面存档备份，存于）(來源：台鐵座位配置圖（页面存档备份，存于）相簿)

1. ↑  劉星君. . 聯合新聞網. 2022-03-28  [2023-01-08]. （原始内容存档于2023-01-08）.
2. ↑  自由時報電子報. . 自由時報電子報. 2022-03-28  [2023-04-29]. （原始内容存档于2023-05-05） （中文（臺灣））.
3. 1 2 3 4 5 6 7 8 9 10
4. 1 2 3 4
5. 1 2
6. 1 2